# أنيتا ستيوارت
أنيتا ستيوارت (بالإنجليزية: Anita Stewart) (و. 1895 – 1961 م) هي ممثلة، ومنتجة أفلام، من الولايات المتحدة الأمريكية، ولدت في بروكلين، توفيت في لوس أنجلوس، عن عمر يناهز 66 عاماً بسبب نوبة قلبية.

## وصلات خارجية
- أنيتا ستيوارت على موقع IMDb (الإنجليزية)
- أنيتا ستيوارت على موقع أول موفي (الإنجليزية)
- أنيتا ستيوارت على موقع قاعدة بيانات برودواي على الإنترنت (الإنجليزية)
- أنيتا ستيوارت على موقع قاعدة بيانات الأفلام السويدية (السويدية)
- أنيتا ستيوارت على موقع قاعدة بيانات الفيلم (الإنجليزية)